# Episodi di Streghe (serie televisiva 1998) (settima stagione)
La settima stagione della serie televisiva Streghe è composta da 22 episodi ed è stata trasmessa negli Stati Uniti dal canale The WB dal 12 settembre 2004 al 22 maggio 2005.
In Italia è stata trasmessa da Rai 2 dal 6 luglio 2005 al 14 settembre 2005.
Gli antagonisti principali della stagione sono le Incarnazioni e Zankou.
Durante questa stagione Drew Fuller e Julian McMahon ricompaiono come guest, e al termine Dorian Gregory esce dal cast principale.
In questa stagione Leo segue un percorso per certi versi simile a quello compiuto da Cole nella quarta: diventando un'incarnazione all'insaputa delle sorelle, così come Cole era diventato la nuova sorgente di tutti i mali all'insaputa delle sorelle.
Quando venne girato l'episodio Something Wicca This Way Goes...? ancora non si sapeva se la serie sarebbe stata rinnovata per un'ottava stagione, per cui è stato concepito come una series finale.
| nº | Titolo originale                  | Titolo italiano        | Prima TV USA      | Prima TV Italia   |
| -- | --------------------------------- | ---------------------- | ----------------- | ----------------- |
| 1  | A Call to Arms                    | La forza dell'amore    | 12 settembre 2004 | 6 luglio 2005     |
| 2  | The Bare Witch Project            | Lady Godiva            | 19 settembre 2004 | 6 luglio 2005     |
| 3  | Cheaper by the Coven              | Come eravamo           | 26 settembre 2004 | 13 luglio 2005    |
| 4  | Charrrmed!                        | Il calice della vita   | 3 ottobre 2004    | 13 luglio 2005    |
| 5  | Styx Feet Under                   | Sorella morte          | 10 ottobre 2004   | 20 luglio 2005    |
| 6  | Once in a Blue Moon               | Notti di luna blu      | 17 ottobre 2004   | 20 luglio 2005    |
| 7  | Someone to Witch over Me          | Gli angeli custodi     | 31 ottobre 2004   | 27 luglio 2005    |
| 8  | Charmed Noir                      | Un libro senza fine    | 14 novembre 2004  | 27 luglio 2005    |
| 9  | There's Something About Leo       | Tutti pazzi per Leo    | 21 novembre 2004  | 3 agosto 2005     |
| 10 | Witchness Protection              | Visione dal futuro     | 28 novembre 2004  | 3 agosto 2005     |
| 11 | Ordinary Witches                  | Vita da streghe        | 16 gennaio 2005   | 17 agosto 2005    |
| 12 | Extreme Makeover: World Edition   | Un prezzo da pagare    | 23 gennaio 2005   | 17 agosto 2005    |
| 13 | Charmageddon                      | Le verità nascoste     | 30 gennaio 2005   | 24 agosto 2005    |
| 14 | Carpe Demon                       | Il principe dei ladri  | 13 febbraio 2005  | 24 agosto 2005    |
| 15 | Show Ghouls                       | Il cabaret incantato   | 20 febbraio 2005  | 30 agosto 2005    |
| 16 | The Seven Year Witch              | L'amore ritrovato      | 10 aprile 2005    | 30 agosto 2005    |
| 17 | Scry Hard                         | La casa delle bambole  | 17 aprile 2005    | 6 settembre 2005  |
| 18 | Little Box of Horrors             | Il vaso di Pandora     | 24 aprile 2005    | 6 settembre 2005  |
| 19 | Freaky Phoebe                     | Nel corpo di un demone | 1º maggio 2005    | 7 settembre 2005  |
| 20 | Imaginary Fiends                  | L'amico immaginario    | 8 maggio 2005     | 7 settembre 2005  |
| 21 | Death Becomes Them                | La morte ti fa strega  | 14 maggio 2005    | 14 settembre 2005 |
| 22 | Something Wicca This Way Goes...? | La fine della magia    | 22 maggio 2005    | 14 settembre 2005 |

## La forza dell'amore
- Titolo originale: A Call to Arms
- Diretto da: James L. Conway
- Scritto da: Brad Kern

### Trama
Sono passati due mesi da quando Leo ha ucciso Gideon ed ora, l'Anziano, è ossessionato dalla possibilità che Barbas possa essere pericoloso per i suoi figli. Leo passa le sue giornate a cercarlo e non si fida più di nessuno, nemmeno degli altri Anziani. Barbas fa leva su questa sua paura e lo induce ad attaccare un Anziano. Phoebe e Paige cercano di distrarre Leo da questa sua ossessione e anche di far in modo che Piper non segreghi in casa i suoi figli per proteggerli dai pericoli esterni. Quale migliore occasione per farli distrarre portandoli al matrimonio di un'amica? Leo e Piper vengono accompagnati da Phoebe e al matrimonio, celebrato con un rito Indù, essi vengono posseduti da due dei Indù (le personificazioni dell'amore). Questo li rende molto potenti (a Piper spuntano altre quattro braccia!) e così Leo sfrutta questa sua potenza per dare ancora una volta la caccia a Barbas (che in accordo con altri demoni aveva attaccato Piper in casa per sottrarle il bambino) finendo però col cedere alle sue paure (ovviamente sotto influsso di Barbas) e eliminare un Anziano. Paige, con un incantesimo, libera dalla possessione Piper e Leo e successivamente, insieme a Phoebe, si dirige negli Inferi ed elimina Barbas. Ma una nuova minaccia incombe sulle sorelle: un volto con sembianze di fantasma (che si era già presentato sia a Barbas che a Leo) incalzato dalla domanda di Leo "che cosa vuoi da me ?" risponde: "voglio te, Leo.."
- Guest star: Billy Drago (Barbas), Rebecca Balding (Elise Rothman), Hawthorne James (Demone guaritore), Betsy Randle (Mrs. Winterbourne), Jenya Lano (Ispettore Sheridan), Nick Lachey (Leslie St. Claire), James Avery (Zola), Eddie Matos (Garcia), Brandscombe Richmond (Demone feroce).
- Altri interpreti: Amanda Sickler (Sophie), Todd Tucker (Incarnazione), Kiran Rao (Prete).
- Non accreditati: Jason & Kristopher Simmons (Wyatt Halliwell).
- Nota: in questo episodio si rivede lo stesso demone guaritore che due anni prima aveva guarito la sirena demoniaca attaccata dalle streghe nell'episodio 5x04; questa è la seconda e ultima volta che lo si vede, poiché Barbas, spazientito, lo incenerisce.
- Curiosità: Un attimo prima di essere eliminato, di nuovo, Barbas dice alle sorelle che lo rivedranno, ma contrariamente alle volte precedenti, stavolta non andrà così.

## Lady Godiva
- Titolo originale: The Bare Witch Project
- Diretto da: John T. Kretchmer
- Scritto da: Jeannine Renshaw

### Trama
Le Halliwell devono salvare Lady Godiva, uscita da un libro con un incantesimo fatto da uno studente alla Scuola di Magia prima della sua storica cavalcata, da Lord Dyson, un demone che si nutre di sentimenti negativi per rafforzarsi. Phoebe intanto, in aspettativa dal lavoro, dubita che il suo sostituto Leslie possa dare consigli alle donne. Paige intanto cerca disperatamente di salvare la Scuola di Magia che rischia di chiudere. Alla fine, con l'aiuto di Leo, il demone viene annientato cercando di nutrirsi di tutto il rancore provato da Leo nei confronti di Gideon, Barbas e di tutti i demoni degli inferi, e le sorelle, aiutate dallo studente che l'ha evocata, riportano Lady Godiva al suo tempo e Paige ottiene dagli Anziani il permesso di tenere aperta la Scuola solo se sarà lei a organizzarla e diventarne la preside. Alla fine dell'episodio Phoebe, prendendo spunto da Lady Godiva, cavalca nuda per la città sotto lo sguardo stupito della gente, coperta solo da una lunga chioma bionda, per fermarsi davanti al bar del tizio che ad inizio episodio ha cacciato via Piper solo perché stava allattando il suo piccolo al seno, e protestare per il suo bigottismo ottenendo l'approvazione di tutti i cittadini presenti.
- Guest star: Nick Lachey (Leslie St. Claire), Kristen Miller (Lady Godiva), Maury Sterling (Lord Dyson), Blake Bashoff (Duncan), John de Lancie (Odin), Elizabeth Dennehy (Sandra).
- Altri interpreti: Todd Tucker (Incarnazione), Trey Ellett (Ray), Kenneth Schmidt (Simon).
- Non accreditati: Jason & Kristopher Simmons (Wyatt Halliwell).

## Come eravamo
- Titolo originale: Cheaper by the Coven
- Diretto da: Derek Johansen
- Scritto da: Mark Wilding

### Trama
Paige aiuta Piper con Chris, il nuovo arrivato. Intanto il fratellino più grande inizia a provare un po' di gelosia per il piccolino. Paige suggerisce a Piper di invocare lo spirito della nonna Penny per il battesimo Wicca di Chris, pensando che questo possa placare la rivalità ed i bisticci tra i due fratellini. La nonna però sbaglia il suo incantesimo e invece di eliminare gli attriti tra i due piccolini rende capricciose le sorelle del trio riportando la loro mente a quando erano delle bambine. A questo punto Victor, padre delle sorelle, decide che sia giusto far risolvere la questione a Patty, la madre, mettendo da parte la nonna Penny. Nel frattempo Leo partecipa alla visione del futuro di una veggente che gli mostra di essere lui stesso il demone che perseguita Wyatt: il bambino, infatti, vive come una sua colpa la separazione dei genitori e involontariamente evoca un demone con lo stesso aspetto di Leo per la sua sofferenza nascosta.
- Guest star: Jennifer Rhodes (Penny Halliwell), James Read (Victor Bennett), Finola Hughes (Patty Halliwell), Nick Lachey (Leslie St. Claire), Charisma Carpenter (Kyra), Tac Fitzgerald (Ben).
- Altri interpreti: Peter Breitmayer (Emcee), Marc Wilson (Rex).
- Non accreditati: Jason & Kristopher Simmons (Wyatt Halliwell).

## Il calice della vita
- Titolo originale: Charrrmed!
- Diretto da: Mel Damski
- Scritto da: Cameron Litvack

### Trama
Paige incontra Black Jack Cutting, un pirata del XVIII secolo alla ricerca della Fontana della Giovinezza, che rapisce streghe per rubar loro la giovinezza. Intanto Leslie cerca di uscire con Phoebe. Paige, cercando di salvare l'ultima strega catturata, viene colpita da una maledizione e invecchia in un lampo fino a diventare una donna anziana. Piper e Phoebe, per salvarla, fanno un patto col pirata: devono rubare un calice d'oro per attivare la Fontana della Giovinezza. Il pirata rompe il patto e il trio lo uccide e salvano Paige. Intanto l'ispettrice Sheridan e un federale, Brody, scoprono il loro segreto. Nel frattempo Phoebe e Leslie si baciano.
- Guest star: Jenya Lano (Ispettore Sheridan), Nick Lachey (Leslie St. Claire), Kerr Smith (Kyle Brody), Harve Presnell (Capitano Black Jack Cutting), James Patric Moran (Capitano Black Jack Cutting da giovane), Michael E. Rodgers (Reznor), Shelby Fenner (Carly), John Richard Todd (Anziano), Sam Rubin (Critico).
- Altri interpreti: Donna Hardy (Paige da anziana), Todd Tucker (Incarnazione), Bre Blair (Brenda Castillo), Gloria Leroy (Brenda da anziana).
- Non accreditati: Jason & Kristopher Simmons (Wyatt Halliwell).
- Curiosità: in questo episodio accade una cosa opposta successa nell'episodio 2x22 in cui, a causa di una magia, Piper e Phoebe si erano trovate alle prese con la loro sorella maggiore Prue, improvvisamente ringiovanita e divenuta più giovane di loro: qui accade l'esatto contrario con la loro sorellastra minore, Paige improvvisamente invecchiata e divenuta molto più anziana di loro.
- Nota: Questo episodio vede la prima apparizione dell'agente Kyle Brody, personaggio controverso che sarà presente fino a metà stagione.

## Sorella morte
- Titolo originale: Styx Feet Under
- Diretto da: Christopher Leitch
- Scritto da: Henry Alonso Myers

### Trama
Tentando di bloccare il mezzodemone Sirk che uccide i suoi parenti umani per diventare un demone completo, Paige fa un incantesimo di protezione, con il quale involontariamente ferma ovunque ogni tipo di decesso. Ben presto si farà vivo l'Angelo della Morte, poiché Paige con il suo incantesimo ha bloccato la morte in tutto il mondo, sconvolgendo così il grande disegno. L'Angelo della Morte è quindi costretto a collaborare con il demone pur di annullare l'incantesimo di Paige, dopodiché recluta Piper per aiutarlo a ristabilire il Grande Disegno. Piper, spaventata dopo aver letto sulla lista delle prossime anime da prendere il nome di Phoebe, raccomanda alla sorella di non muoversi dalla scuola di magia, dove è al sicuro. Intanto Sirk si rivolge alla veggente Kira per farsi dare una risposta su come potrebbe uccidere la moglie del cappellano, con in grembo il bambino e propone un incontro con le sorelle, ma a morire non sarà Phoebe, ma Paige. Dopo che Phoebe ha una premonizione toccando Paige, propone un patto all'Angelo della Morte, ovvero quello di scambiare l'anima del demone eliminato con quella di Paige, ed egli per non danneggiare ulteriormente il grande disegno accetta. Alla fine dell'episodio l'agente Brody dice a Piper che tra non molto avrebbe avuto bisogno di loro. Phoebe ha riacquistato il suo potere di premonizione.
- Guest star: Simon Templeman (Angelo della morte), Nick Lachey (Leslie St. Claire), Charisma Carpenter (Kyra), Kerr Smith (Kyle Brody), Zack Ward (Kevin\Sirk), Michael Milhoan (Arthur Casey), Ely Pouget (Harriet Casey), Eddie Velez (Detective), Katie Wagner (Reporter).
- Non accreditati: Jason & Kristopher Simmons (Wyatt Halliwell).
- Nota: in questo episodio, dopo che Piper è svenuta in strada a causa dell'angelo della Morte, Paige riconosce Kyle che le osserva dall'altro lato della strada, ma questo è un errore narrativo, perché Paige non lo aveva ancora mai visto: nell'episodio precedente infatti Brody si era mostrato solo alle altre due sorelle Piper e Phoebe.

## Notti di luna blu
- Titolo originale: Once in a Blue Moon
- Diretto da: John T. Kretchmer
- Scritto da: Debra J. Fisher & Erica Messer

### Trama
Mentre una strana luna blu appare nel cielo, alle sorelle Halliwell viene assegnato un nuovo Angelo Bianco, ma questo viene ucciso da strani demoni simili a pantere. Si viene a scoprire che questi demoni non sono altro che le sorelle, che si trasformano con la luna blu. Leo continua a sentire le presenza di un "nuovo potere". L'agente Brody si confida con Paige e lei scopre che lui le vuole contattare per il problema del "nuovo potere". Leslie se ne va e prima di partire lui e Phoebe confessano i loro sentimenti.
- Guest star: Joel Swetow (Alpha), Nick Lachey (Leslie St. Claire), John de Lancie (Odin), Kerr Smith (Kyle Brody), Patrice Fisher (Beta), Ian Anthony Dale (Gamma), T.J. Thyne (Danny), John Ross Bowie (Marcus).
- Altri interpreti: Todd Tucker (Incarnazione), Treva Etienne (Demone possessore).

## Gli angeli custodi
- Titolo originale: Someone to Witch over Me
- Diretto da: Jon Paré
- Scritto da: Rob Wright

### Trama
Un uomo scampa per un soffio ad un incendio. Brody scopre che ci sono state altre tre vittime di misteriosi incendi e che il responsabile è il demone Sarpedon, che cattura gli angeli custodi delle vittime per proteggersi dalle Incarnazioni, il "nuovo potere". Paige viene privata del suo Angelo Custode e quando va via per salvare Kyle Brody, il demone attacca e uccide Piper e Phoebe, ma viene eliminato a sua volta. Per salvare Piper e Phoebe, Leo diventa una Incarnazione e acquisisce il potere di resuscitare i morti.
- Special musical guest star: The Donnas.
- Special guest star: Drew Fuller (Chris Halliwell).
- Guest star: Joel Swetow (Alpha), Kerr Smith (Kyle Brody), Ian Anthony Dale (Gamma), Neil Hopkins (Sarpedon), Peter Woodward (Aku).
- Altri interpreti: Mark Chadwick (Quincy), Tommy Smeltzer (Angelo custode di Quincy), Deji Laray (Pompiere).
- Non accreditati (filmati di repertorio): James Read (Victor Bennett), Jason & Kristopher Simmons (Wyatt Halliwell).
- Nota: quando Leo acquisisce i poteri per resuscitare le sorelle uccise esegue l'operazione senza neanche rimuovere il grosso artiglio rimasto conficcato nel ventre di Piper.

## Un libro senza fine
- Titolo originale: Charmed Noir
- Diretto da: Michael Grossman
- Scritto da: Curtis Kheel

### Trama
Alla scuola di magia muore un insegnante mentre legge una lista di libri da lui banditi. Paige, che era presente, chiama Brody affinché l'aiuti nelle indagini, ma vengono entrambi risucchiati in un libro. Questo testo fu iniziato vent'anni prima da due studenti della scuola di magia ed è incompiuto. 
Paige e Brody si ritrovano così in un film anni '30 (in bianco e nero) inseguiti da gangster alla caccia del Falcone. Le sorelle li faranno uscire scrivendo il finale del libro. Kyle e Paige a fine puntata si baciano.
- Guest star: Joel Swetow (Alpha), Kerr Smith (Kyle Brody), Patrice Fisher (Beta), Bug Hall (Eddie Mullen), Beverly Sanders (Mrs. Mullen), Al Sapienza (Johnny the Gent), Ann Cusack (Miss Donovan), Michael Lee Gogin (Mr. Monkeyshines), Sal Landi (Tenente Snyder), Chris Diamantopoulos (Davis), Rick Pasqualone (Lips).
- Altri interpreti: Dennis Flanagan (Dan Muller).
- Curiosità: questo episodio è l'unico di tutta la serie in cui la musica nella sigla dei titoli di coda non è la solita, ma è adattata a ciò che è accaduto nella puntata.

## Tutti pazzi per Leo
- Titolo originale: There's Something About Leo
- Diretto da: Derek Johansen
- Scritto da: Natalie Antoci e Scott Lipsey

### Trama
Leo rivela alle sorelle di essere un'Incarnazione. Appena Kyle, il ragazzo di Paige, che odia le Incarnazioni, lo scopre lancia una pozione contro Leo e quest'ultimo gli lancia un fulmine uccidendolo. Quando sta per morire, Leo fa ritornare indietro il tempo prima di rivelare alle sorelle il suo segreto.
- Guest star: Joel Swetow (Alpha), Kerr Smith (Kyle Brody), Elizabeth Dennehy (Sandra), Patrice Fisher (Beta), Kevin Alejandro (Malvoc), Brad Hawkins (Vassen).
- Altri interpreti: Nicholas Davidoff (Leader dei Sokol), Jared Ryan Shaw (Demone dei Sokol), David Leitch (Innocente).
- Non accreditati: Jason & Kristopher Simmons (Wyatt Halliwell).

## Visione dal futuro
- Titolo originale: Witchness Protection
- Diretto da: David Jackson
- Scritto da: Jeannine Renshaw

### Trama
Leo riceve una visita dalle Incarnazioni che gli chiedono di proteggere un demone (Kira, la Veggente) al fine di convincere, con le sue premonizioni, le sorelle Halliwell ad allearsi con loro. 
Le streghe all'inizio sono molto restie a difendere Kyra da Zankou, uno dei demoni più potenti e più malvagi, ma poi decideranno di proteggerla. Kyra vuole diventare umana e Leo intercede per lei presso gli Anziani, per ottenere delle informazioni utili a combattere i demoni. Zankou viene liberato dalla sua prigione da un gruppo di demoni per contrastare le incarnazioni, intanto Paige e Brody hanno un incontro romantico: una cena a casa Halliwell. La Veggente rivela che Leo è una Incarnazione e aiuta Phoebe a vedere Utopia ovvero il futuro voluto dalle Incarnazioni. Questa visione di un mondo senza demoni inizia a convincere le sorelle sulla bontà delle Incarnazioni. Alla fine dell'episodio Zankou riesce ad uccidere Kyra.
- Guest star: Joel Swetow (Alpha), Kerr Smith (Kyle Brody), Oded Fehr (Zankou), Jenya Lano (Ispettore Sheridan), John de Lancie (Odin), Charisma Carpenter (Kyra), Patrice Fisher (Beta), Ian Anthony Dale (Gamma), Corey Stoll (Manny), Matt Winston (Fotografo).
- Altri interpreti: Sierra Paris (P.J. Halliwell), Ryan Bradford Hanson (Wyatt Halliwell da giovane), Billy Beck (Mago\Stregone), Dex Elliott Sanders (Leader dei demoni sciame), Sabra Miller (Demone cannibale), David Ury (Demone mutaforma), Vince Lozano (Demone troll).

## Vita da streghe
- Titolo originale: Ordinary Witches
- Diretto da: Jonathan West
- Scritto da: Mark Wilding

### Trama
Zankou, riportato in vita per eliminare le Incarnazioni, ritiene che la minaccia non siano le Incarnazioni, ma le Halliwell. Poiché Phoebe vuole mostrare a Piper come sarebbe il futuro di Utopia, le due sorelle decidono di fare un incantesimo per scambiarsi momentaneamente i poteri, in modo che Piper possa avere una premonizione; al momento dello scambio vengono però attaccate da Zankou, e i loro poteri vanno a finire in due innocenti, Denise e Ronnie. I due all'inizio decidono di usare i poteri per arricchirsi, ma quando Phoebe mostra a Ronnie la sua visione di un futuro senza il male, entrambi si convincono a restituire i poteri alle Halliwell. Intanto Brody, attraverso un viaggio nel tempo assieme a Paige, scopre che i suoi genitori sono stati uccisi dai demoni e non dalle Incarnazioni come credeva; tuttavia continua a non fidarsi delle Incarnazioni e prima di tornare nel presente prende una fiala di pozione per eliminarle.
- Guest star: Joel Swetow (Alpha), Kerr Smith (Kyle Brody), Oded Fehr (Zankou), Elizabeth Dennehy (Sandra), Patrice Fisher (Beta), Peter Woodward (Aku), Jon Hamm (Jack Brody), Jessica Steen (Ruth Brody), Max Perlich (Laygan), Bruce Gray (Kheel), Brian Howe (Ronny), Anne Dudek (Denise), T Lopez (Allison).
- Altri interpreti: Ricky Kurtz (Kyle da bambino), Lorin McCraley (Kazl), Michael Maize (Zyke).
- Non accreditati (filmati di repertorio): Sierra Paris (P.J. Halliwell), Ryan Bradford Hanson (Wyatt Halliwell da bambino).

## Un prezzo da pagare
- Titolo originale: Extreme Makeover: World Edition
- Diretto da: LeVar Burton
- Scritto da: Cameron Litvack

### Trama
Le Incarnazioni informano le Halliwell che per trasformare il mondo nella loro Utopia devono "addormentare" tutti per un paio d'ore, così da poter uccidere tutti i demoni rimasti. Quando le sorelle addormentano il mondo Zankou rapisce Kyle, che accetta di aiutarlo a fermare le Incarnazioni usando la pozione della paranoia su Piper, Phoebe e Paige. Durante la trasformazione Kyle usa la paranoia di Paige per attirare ed uccidere L'Incarnazione Beta, ma viene egli stesso ucciso nello scontro. Le Incarnazioni allora addormentano anche le sorelle per avere il loro potere. E Utopia ha così inizio.
- Guest star: Rebecca Balding (Elise Rothman), Joel Swetow (Alpha), Kerr Smith (Kyle Brody), Oded Fehr (Zankou), Patrice Fisher (Beta), Ian Anthony Dale (Gamma), Max Perlich (Laygan).
- Altri interpreti: Lorin McCraley (Kazl), Michael Maize (Zyke), Gino Montesinos (Autista del furgone), Alex Avant (Autista dell'auto), Jordan Murphy (Uomo), Laura Kelly (Donna).

## Le verità nascoste
- Titolo originale: Charmageddon
- Diretto da: John T. Kretchmer
- Scritto da: Henry Alonso Myers

### Trama
Mentre le Halliwell si godono la trasformazione, Leo scopre che le Incarnazioni controllano il destino di ogni essere umano eliminando chiunque si comporti male. Leo cerca di fermarle e Zankou lo vuole aiutare, mentre cerca la ricetta egizia per la pozione per eliminare le Incarnazioni. Ma anche Leo viene eliminato e Phoebe riesce a far ricordare il dolore alle sorelle, un dolore che le Incarnazioni avevano soppresso. Le sorelle vanno quindi da Zankou e si alleano con lui per combattere contro le Incarnazioni. Lo convincono poi a tornare indietro nel tempo, prima che tutto iniziasse. E Utopia svanisce. Kyle diventa un angelo bianco.
- Guest star: Rebecca Balding (Elise Rothman), Joel Swetow (Alpha), Kerr Smith (Kyle Brody), Oded Fehr (Zankou), Ian Anthony Dale (Gamma), Max Perlich (Laygan), Tom Virtue (Aaron), Jeremy Kent Jackson (Seguace di Zankou).
- Altri interpreti: Gino Montesinos (Autista del furgone), Alex Avant (Autista dell'auto), Jordan Murphy (Uomo), Laura Kelly (Donna), Rene Hamilton (Moglie di Aaron).
- Non accreditati: Jason & Kristopher Simmons (Wyatt Halliwell).
- Non accreditati (filmati di repertorio): Ted King (Andy Trudeau), Julian McMahon (Cole Turner), Drew Fuller (Chris Halliwell), Jennifer Rhodes (Penny Halliwell), Carlos Gómez (Ispettore Rodriguez), Ken Marino (Miles), Patrice Fisher (Beta).

## Il principe dei ladri
- Titolo originale: Carpe Demon
- Diretto da: Stuart Gillard
- Scritto da: Curtis Kheel

### Trama
Alla scuola di magia si presenta Drake, un ex demone, per occupare il posto di insegnante di letteratura. 
Per convincere le sorelle che non rappresenterebbe una minaccia per gli studenti se venisse assunto trasforma se stesso in Robin Hood e Phoebe nella sua Lady Marion. Lo stregone che fece diventare Drake umano, per ottenere i poteri di Drake, getta un incantesimo su di lui in modo che creda di essere davvero Robin Hood e che Phoebe sia veramente la sua Marion. In seguito prende in ostaggio John Norman. Alla fine lo stregone viene eliminato e Drake confessa a Phoebe che, per via del patto con lo stregone, gli rimangono solo due settimane di vita. Intanto, Piper è preoccupata perché Leo dovrà affrontare gli Anziani e la punizione che gli sarà inferta per via della sua unione alle Incarnazioni.
- Guest star: Jenya Lano (Ispettore Sheridan), Billy Zane (Drake dè Mon), Elizabeth Dennehy (Sandra), Ann Cusack (Miss Donovan), Bruce Gray (Kheel), Sebastian Roché (Stregone), Kurt Fuller (John Norman).
- Altri interpreti: Kevin Daniels (Rathbone), Scott Anthony Leet (Flynn), Erica Shaffer (Anna Woods), Jayden Lund (Uomo\Little John).
- Non accreditati: Jason & Kristopher Simmons (Wyatt Halliwell).

## Il cabaret incantato
- Titolo originale: Show Ghouls
- Diretto da: Mel Damski
- Scritto da: Rob Wright, Debra J. Fisher e Erica Messe

### Trama
Darryl teme che un suo amico sia posseduto e Phoebe, Paige e Drake, investigando, scoprono che l'amico di Morris è davvero posseduto da un uomo che lavorava in un cabaret distrutto da un incendio nel 1899. Le anime delle persone morte nell'incendio sono tenute prigioniere per via di un patto che il proprietario, il Conte Roget, fece col demone Sargon già eliminato dalle Halliwell. Con un incantesimo, Phoebe e Drake tornano nel cabaret per cercare di liberare le anime, ma rischiano di rimanere intrappolati nel 1899 perché il Conte Roget si impossessa del corpo di Drake. L'epoca moderna spaventa il Conte Roget e in questo modo le sorelle possono mandare all'Inferno il Conte e liberare le altre anime e riportare Drake al presente.
- Guest star: Rebecca Balding (Elise Rothman), Billy Zane (Drake dè Mon), David Anders (Conte Roget), Charlie Robinson (Mike), Lisa Arturo (Cameron).
- Altri interpreti: Muttalib J. Ibrahim (George), Kristen Ariza (Marie), Jim Cody Williams (Toulouse), Todd Mason Covert (Padre di April), Anna Bikales (April), Vanessa Vander Pluym (Inez), Eric Cohen (Pianista).
- Non accreditati: Jason & Kristopher Simmons (Wyatt Halliwell).
- Nota: Dopo aver cercato informazioni sul mercante di anime nel Libro delle Ombre con il quale il Conte Roget avrebbe stipulato l'accordo di far ripetere l'incendio all'infinito, Piper afferma che lo hanno già eliminato cinque anni prima; la cosa suona strana dato che l'unico mercante di anime in cui le sorelle si sono imbattute in precedenza e che hanno effettivamente eliminato risale all'anno precedente, nell'episodio 6x07.

## L'amore ritrovato
- Titolo originale: The Seven Year Witch
- Diretto da: Michael Grossman
- Scritto da: Jeannine Renshaw

### Trama
Mentre Piper e Paige danno la caccia a un gruppo di demoni-spina, uno dei quali ferisce Piper a una mano, per Leo arriva il momento di affrontare il giudizio degli Anziani, che devono decidere se perdonarlo o punirlo per aver appoggiato l'utopia delle Incarnazioni. Nell'incontro, Essi ammettono la loro parte di colpa, per via della faccenda di Gideon; ma impongono a Leo una difficile prova: privarlo della memoria e spedirlo lontano da San Francisco come uomo in carne e ossa. La prova consiste nel testare il suo amore per Piper, costringendolo a fare una scelta tra la vita di Anziano e quella di padre-marito-cognato: se Leo riuscirà a ritrovare Piper nonostante la lontananza e la perdita della memoria, ciò sarà il segno che il loro amore è superiore a ogni elezione dall'alto; in caso contrario, dovrà tornare ad essere un Anziano a tempo pieno. Viene così spedito in Texas, dove si ritrova stordito e affamato, e completamente privo di ricordi su chi è e sui luoghi da cui proviene. Nel frattempo uno degli Anziani avverte Piper della prova, e questa, furiosa e offesa come moglie e madre, mobilita Darryl perché si metta a cercare Leo; la ferita del demone-spina, però, inizia a manifestare i suoi effetti, e Piper cade in uno stato di pre-morte che le causa una separazione dal corpo. Nella forma di fantasma, quindi, rivede una vecchia conoscenza: Cole, che le spiega di essere lì per darle una mano a ricongiungersi con Leo. Il suo scopo è in realtà quello di dare a Phoebe un esempio reale perché non rinunci mai all'amore; ragion per cui si è alleato con Drake facendolo entrare nella sua vita (così si scopre anche il vero motivo dell'improvvisa comparsa di Drake). Nel frattempo i ricordi di Leo si fanno sempre più vivi a colpi di flashback: a metà tra la vita e la morte, e con Phoebe e Paige disperate, Piper riesce in qualche modo a farsi "sentire" da Leo, che si riavvicina sempre di più alla sua vita di uomo sposato; a questo punto, però, gli Anziani calcano la mano, e uno di loro, sfruttandone la relativa amnesia, gli offre la possibilità di dedicare la sua vita a una nobile quanto imprecisata attività di filantropo, facendogli forti pressioni. Intuito il pericolo, Phoebe e Paige ottengono le informazioni necessarie da Darryl e raggiungono Leo, che però ha ormai accettato l'offerta dell'Anziano. A quel punto solo Piper, agonizzante, può riuscire a inviargli il suo richiamo oltre ogni barriera, e Leo si getta dal Golden Gate Bridge, con un volo da "angelo caduto" (in perfetto stile "City of Angels"...) che cancella del tutto la sua metà di Anziano, restituendogli una natura umana e mortale, per la prima volta da quando era morto nella battaglia di Guadalcanal. A situazione rientrata, però, per Drake è ormai scaduto il tempo: il patto con Cole è onorato (anche se, innamorandosi di Phoebe, è andato ben oltre i patti), e dopo un teatrale ultimo saluto e un incontro chiarificatore col fantasma in pena di Cole, scompare.
- Special guest star: Julian McMahon (Cole Turner).
- Guest star: John de Lancie (Odin), Billy Zane (Drake dè Mon), Elizabeth Dennehy (Sandra), Kathleen Wilhoite (Nadine), David Wells (Clyde), Brett Rice (Sceriffo).
- Altri interpreti: Stacy Reed (Suzanne).
- Non accreditati: Jason & Kristopher Simmons (Wyatt Halliwell).

## La casa delle bambole
- Titolo originale: Scry Hard
- Diretto da: Derek Johansen
- Scritto da: Andy Reaser e Doug E. Jones

### Trama
Dopo che Leo è diventato mortale, Wyatt "imprigiona" lui e Piper nella casa delle bambole in soffitta con l'intento di proteggere i genitori. Zankou approfitta di ciò per impossessarsi della casa e tentare di assorbire il potere del Nesso in cantina mentre Phoebe e Paige cercano Piper e Leo. Zankou cattura anche le altre due Halliwell e le costringe, insieme a Piper, a liberare il Nesso ma esso, non sapendo decidere tra il Potere del Trio e quello di Zankou, entra nell'unica entità imparziale: Leo. Leo usa il potere del Nesso per liberare Casa Halliwell dai demoni e, una volta fatto, le Halliwell rispediscono il potere del Nesso in cantina. Alla fine dell'episodio Piper e Phoebe convincono Leo a diventare il nuovo preside della scuola di magia prendendo il posto di Paige così facendo ella si può dedicare maggiormente alla sua vita mentre per Leo, può diventarne un nuovo incarico.
- Special musical guest star: Collective Soul.
- Guest star: Oded Fehr (Zankou), Rebecca Balding (Elise Rothman), Mailon Rivera (Craven), Peter Siragusa (Bauer), Patrick Bristow (Jordan).
- Altri interpreti: Julian Bailey (Tom Taylor), Tom Schmid (Phil), David Goryl (Ad Exec), Jim O'Brien (Cameriere).
- Non accreditati: Jason & Kristopher Simmons (Wyatt Halliwell).
- Curiosità: mentre Phoebe e Paige si trovano negli Inferi, il telefono cellulare suona e Phoebe si allontana lasciandolo a terra; quando Zankou lo trova, lo distrugge calpestandolo, ma poco dopo in redazione Phoebe ha nuovamente lo stesso cellulare perfettamente integro e funzionante.

## Il vaso di Pandora
- Titolo originale: Little Box of Horrors
- Diretto da: Jon Paré
- Scritto da: Cameron Litvack

### Trama
Il mitologico Vaso di Pandora, il vaso contenente tutti i mali del mondo, è stato rubato dal demone Katya. Mentre Paige è intrappolata in un ascensore, Piper e Phoebe cercano Hope, la nuova custode del vaso, poiché essa è l'unica che può rimettere nel vaso i Mali che Katya ha liberato. Alla fine le Halliwell restituiscono a Hope il vaso ed eliminano Katya.
- Guest star: Elizabeth Dennehy (Sandra), Brooke Nevin (Hope), Michelle Hurd (Katya), Hayley DuMond (Nina), Shani Pride (Darcy), Don Swayze (Lucius).
- Altri interpreti: Greg Lindsay (Trey), Steve Bean (Roger), Stacy Barnhisel (Linda), Sammi Hanratty (Wendy), Kevin R. Kelly (Padre di Wendy).
- Non accreditati: Jason & Kristopher Simmons (Wyatt Halliwell).

## Nel corpo di un demone
- Titolo originale: Freaky Phoebe
- Diretto da: Michael Grossman
- Scritto da: Mark Wilding

### Trama
Il demone Imara grazie ad una ciocca di capelli di Phoebe pronuncia un incantesimo e l'anima sua e quella di Phoebe si scambiano e Imara cerca di assumere il controllo del mondo sotterraneo uccidendo i tre luogotenenti di Zankou con i poteri di Phoebe. Piper e Paige si accorgono di questo e, grazie all'aiuto di Mitchell Haines (il primo protetto di Paige), riportano Phoebe nel suo corpo ed eliminano Imara. Leo, intanto, inizia a lavorare come preside alla Scuola di Magia e Phoebe ritorna all'università.
- Guest star: Rebecca Balding (Elise Rothman), Jenya Lano (Ispettore Sheridan), Suzanne Krull (Imara), Seamus Dever (Mitchell Haines), Eric Winzenried (Lantos), Alan Wilder (Dr. Randall).
- Altri interpreti: Frank Novak (Daleek), Ralph Meyering Jr. (Benzor), Will Collyer (Lawrence), Scott Roth (Ispettore Ryan), Antonio D. Charity (Seguace di Imara), Russell Edge (Guardia comunale).
- Non accreditati: Jason & Kristopher Simmons (Wyatt Halliwell).

## L'amico immaginario
- Titolo originale: Imaginary Fiends
- Diretto da: Jonathan West
- Scritto da: Henry Alonso Myers

### Trama
Il piccolo Wyatt ha un nuovo amico immaginario di nome Vicus che in realtà è un demone che cerca di portarlo dalla parte del male. Piper, inavvertitamente, porta indietro dal futuro il Wyatt venticinquenne e quando Vicus lancia una maledizione sul piccolo Wyatt il grande Wyatt diventa malvagio e rapisce se stesso in modo che le Halliwell non lo facciano ritornare al bene. Tutto si sistemerà e Wyatt tornerà ad essere buono.
- Guest star: Wes Ramsey (Wyatt da giovane), Marcus Chait (Vicus), Billy Kay (Hugo), Susan Santiago (Miss Henderson), Christina Carlisi (Prof.ssa Slotkin).
- Altri interpreti: Jason & Kristopher Simmons (Wyatt Halliwell).
- Nota: Questa è la prima volta che il personaggio dei gemelli Jason & Kristopher Simmons è accreditato.

## La morte ti fa strega
- Titolo originale: Death Becomes Them
- Diretto da: John T. Kretchmer
- Scritto da: Curtis Kheel

### Trama
Non riuscendo a impossessarsi del Libro delle Ombre, che sfugge a ogni tentativo di contatto, Zankou decide di mirare direttamente al segreto del suo potere: il rapporto di interdipendenza che lo lega alle sorelle. Infatti indebolendo la fiducia delle Halliwell in se stesse e nella loro magia, anche le difese del Libro ne risulterebbero abbassate. Zankou interferisce quindi nella vita del Trio causando la morte di un collega di Phoebe all'università e di una giovane protetta di Paige, e alimentando in loro un lacerante senso di colpa, reso ancora più amaro dai pesanti sospetti dell'ispettrice Sheridan che sorveglia Morris ventiquattro ore al giorno per arrivare al Trio. Frattanto, servendosi di un alchimista in grado di resuscitare i morti, Zankou scatena quei corpi esanimi e vendicativi contro le ragazze, risvegliando anche per l'occasione, dopo ben quattro anni, il corpo dell'ispettore Davidson, per colpire le sorelle, e soprattutto Phoebe, nel vivo delle loro storie. Le Halliwell riescono in qualche modo a liberarsi degli innocenti resuscitati e dell'alchimista, ma il loro morale ne esce a pezzi; e una volta tornate a casa e salite in soffitta, avranno una pessima sorpresa: il Libro è sparito.
- Guest star: Oded Fehr (Zankou), Keith Diamond (Ispettore Reece Davidson), Sandra Prosper (Sheila Morris), Jenya Lano (Ispettore Sheridan), John Kassir (Alchimista), Colin Egglesfield (Tim Cross), Laura Regan (Joanna).
- Altri interpreti: Dax Griffin (Karl), Mercedes Connor (Kim).
- Non accreditati: Jason & Kristopher Simmons (Wyatt Halliwell).
- Curiosità: secondo la numerazione progressiva degli episodi questo è il n.155, nel quale si rivede l'ispettore Davidson, momentaneamente resuscitato dopo quattro anni; l'episodio in cui era apparso per la prima volta, nella terza stagione, era il n.55.

## La fine della magia
- Titolo originale: Something Wicca This Way Goes...?
- Diretto da: James L. Conway
- Scritto da: Brad Kern e Rob Wright

### Trama
Rifugiatesi nella Scuola di Magia, le sorelle cercano di non farsi prendere dal panico per la perdita del Libro, ma intuiscono lo scopo dell'ennesimo attacco di Zankou: accedere al Nesso; assorbendo quell'immenso potere, il demone potrebbe infatti eguagliare la forza del Trio ed eliminarlo. Nel frattempo i servizi segreti che indagano sulle Halliwell hanno messo a punto uno stretto piano di controllo, con l'ispettrice Sheridan continuamente agguerrita e desiderosa di sbattere in cella le ragazze, per cui difendersi diventa ancora più complicato. Zankou s'installa nella villa con la sua folta schiera di demoni, che iniziano a scavare nel pavimento della cantina; quando cerca di assimilare il Nesso, però, questo sfugge in quanto il potere di Zankou non è abbastanza forte da contenerlo, al che il demone intuisce che l'unico modo per farlo proprio è impossessarsi dei tre poteri individuali delle Halliwell. Queste intanto escogitano diversi modi per rientrare nella casa; tentano attacchi cercando anche di ricordare a memoria gli incantesimi del Libro, ma questo resta sempre nelle mani di Zankou, che ne usa le formule contro di loro, e ogni volta le ragazze ne escono con un potere in meno, finché Paige resta praticamente l'unica a conservare quello di orbitazione. A questo punto le tre sorelle, messe ko, iniziano a sospettare che la loro missione magica sia davvero giunta a termine (e non solo la loro missione); parlando con un Anziano, vengono a sapere che nel loro Libro è contenuto un incantesimo d'emergenza, con il quale possono distruggere il Nesso: un incantesimo devastante e troppo pericoloso anche per loro data l'enorme energia del Nesso, e dato che non possono pronunciarlo se non di persona dopo che Zankou l'ha assorbito. Consapevoli dell'enorme rischio, quasi rassegnate alla morte, le Sorelle lasciano Wyatt e Chris in custodia da nonno Victor; dopodiché orbitano nella villa, che nel frattempo è stata circondata dalle forze speciali. La Sheridan si è infatti arrischiata addirittura ad entrare per sorprendere le Halliwell, ma si è imbattuta in Zankou, che l'ha uccisa senza neanche darle il tempo di parlare: visto tutto con le loro microspie, i suoi colleghi si sono quindi preparati al peggio. Zankou intanto attende le sorelle in casa, con dentro di sé il Nesso, ma le Halliwell hanno un'arma inaspettata dalla loro parte: Prue aveva una volta spiegato a Leo il modo per attuare la proiezione astrale, e ora Leo l'ha insegnato a loro; il rischio resta comunque altissimo, perché grazie al potere di premonizione rubato a Phoebe, Zankou può anticipare le loro mosse. Tutto si gioca quindi sul piano del Destino. Proiettatesi, le sorelle possono quindi pronunciare l'incantesimo pur essendo altrove, e questo distrugge contemporaneamente il Nesso e Zankou, provocando un'esplosione che investe i loro corpi astrali, all'apparenza disintegrandole. Allarmati dal botto, i militari compreso Darryl fanno irruzione in casa, trovandola completamente vuota: versione ufficiale: "Le Halliwell sono morte". Nascoste dietro false identità, le ragazze e Leo si preparano invece a una nuova vita lontano dai demoni e dalla magia... forse. La scena finale fa vedere Darryl che vede le sorelle e Leo con nuovi corpi e capisce che sono salve e si allontana dalla casa sorridendo.
- Guest star: Oded Fehr (Zankou), James Read (Victor Bennett), Sandra Prosper (Sheila Morris), Jenya Laino (Ispettore Sheridan), Elizabeth Dennehy (Sandra), Glenn Morshower (Agente Keyes), Evan Parke (Kahn), Jacqui Maxwell (Regina dei vampiri), Becki Newton (Nuova Piper), Danielle Savre (Nuova Phoebe), Danneel Harris (Nuova Paige).
- Altri interpreti: Justin Baldoni (Salko), Agim Kaba (Nuovo Leo).
- Con: Scout Taylor-Compton (Fata).
- Non accreditati: Jason & Kristopher Simmons (Wyatt Halliwell), Damani Roberts (Michael Morris), Michael Gilden (Liam).
- Curiosità: al termine dell'episodio la porta di Villa Halliwell si chiude magicamente accompagnata da un suono che ricorda quello che produceva la telecinesi di Prue, per cui molti fan hanno ipotizzato che a chiudere la porta sia stato l'invisibile spirito di Prue.[senza fonte]